# 이다해 (1986년)
이다해(1986년 8월 25일 ~ )는 대한민국의 배우이다.

## 학력
- 2005년 ~ 2009년 한국예술종합학교 연기과 학사

## 출연

### 방송

#### 드라마
- 2014년 MBC 수목드라마 《앙큼한 돌싱녀》 - 회사 직원 역
- 2014년 MBC 수목드라마 《개과천선》 - 변호사 역
- 2014년 tvN 금토드라마 《연애 말고 결혼》 - 잡지 인터뷰 진행자 역
- 2015년 JTBC 금토드라마 《디데이》 - 유치원 교사 역
- 2015년 MBC 주말드라마 《엄마》 - 김진경 역
- 2016년 KBS2 주말드라마 《아이가 다섯》 - 미술 교사 역
- 2016년 MBC 일일드라마 《다시 시작해》 - 강은실 역
- 2016년 KBS1 일일드라마 《빛나라 은수》 - 현주 역
- 2017년 웹드라마 《상사세끼》 - 대리 역
- 2017년 MBC 수목드라마 《병원선》 - 조미향 역
- 2017년 웹드라마 《상사삼끼 시즌 2》 - 대리 역
- 2017년 KBS2 단막극 《KBS 드라마 스페셜 - 혼자 추는 왈츠》 - 왈츠 강사 역
- 2017년 KBS2 주말드라마 《황금빛 내 인생》 - 양미리 / 양목수 역
- 2017년 tvN 주말드라마 《화유기》 - 예신 회원 역
- 2018년 OCN 주말드라마 《보이스 2》 - 조유선 역
- 2018년 KBS2 단막극 《KBS 드라마 스페셜 - 나의 흑역사 오답노트》 - 의사 역
- 2019년 KBS2 주말드라마 《세상에서 제일 예쁜 내 딸》 - 서희진 역
- 2019년 SBS 수목드라마 《닥터 탐정》 - 여자 친구 역
- 2020년 KBS2 주말드라마 《한 번 다녀왔습니다》 - 해영 역
- 2020년 tvN 수목드라마 《오 마이 베이비》 - 최지애 역
- 2020년 SBS 금토드라마 《날아라 개천용》
- 2020년 JTBC 금토드라마 《허쉬》 - 민 실장 역
- 2021년 KBS2 일일드라마 《미스 몬테크리스토》 - 주세린 역
- 2023년 MBN 주말드라마 《완벽한 결혼의 정석》 - 안수진 역
- 2025년 MBN 금요드라마 《청담국제고등학교 2》 - 서재경 역

### 영화
- 2013년 《결혼전야》 - 구청 직원 역
- 2014년 《만신》 - 아이 어머니 역
- 2014년 《상의원》 - 취향루 기녀 8 역
- 2015년 《사랑도 저작권이 있나요》- 영훈누나역
- 2015년 《베테랑》 - 조지수 역 (첫 천만영화)
- 2015년 《미쓰 와이프》 - 백화점 점원 역
- 2015년 《거짓말》 - 피부과 조무사 1 역
- 2021년 《아홉수 로맨스》 - 서가희 역

### 공연

#### 연극
- 《그럼에도 불구하고》
- 《하우하우》
- 《작업의 정석 2》